# Falcon 9 Block 5
Falcon 9 Block 5 – dwustopniowa rakieta nośna wielokrotnego użytku, zaprojektowana i wyprodukowana w Stanach Zjednoczonych przez SpaceX. Jest to piąta wersja rakiety Falcon 9 FT, która jest napędzana silnikami rakietowymi Merlin działających na mieszankę paliwową RP-1/LOX.
Główne zmiany w stosunku do rakiety nośnej Falcon 9 FT to zastosowanie silników Meriln 1D, zapewniających większy ciąg oraz ulepszenie nóg do lądowania pierwszego stopnia, co pomogło usprawnić odzysk i ponowne użycie pierwszego stopnia rakiet. 11 maja 2018 roku odbył się pierwszy lot rakiety Falcon 9 Block 5, kiedy to z powodzeniem wystrzelono w przestrzeń kosmiczną Bangladeskiego satelitę Bangabandhu-1.

## Projekt
Wprowadzenie zmian w projekcie rakiety Falcon 9 FT wynikły głównie z potrzeby dostosowania rakiety Falcon 9 do programu Commercial Crew Program zarządzanego przez NASA.
W kwietniu 2017 roku dyrektor generalny SpaceX, Elon Musk, powiedział, że rakieta Falcon 9 Block 5 będzie posiadać o 7-8% większy ciąg dzięki zastosowaniu ulepszonych silników Merlin 1D, które zapewniały do 850 000 N ciągu na silnik. Zapowiedziano także, że ponownie wykorzystany pierwszy stopień będzie można wystrzelić, co najmniej 10 razy co zostało osiągnięte w 2021 roku. Oryginalnie jednak pierwszy, stopień rakiety Falcon 9 Block 5 miał móc polecieć do 100 razy, czego jednak nigdy nie dokonano.
Dodatkowo w Falcon 9 Block 5 zastosowano po raz pierwszy metodę skręcania konstrukcji Octaweb zamiast jej spawania co zdecydowanie skróciło czas produkcji. Octaweb jest stosowany w rakietach Falcon 9 od momentu startu pierwszego Falcon 9 FT.

### Krótka dysza silnika Merlin 1D Vacuum
Podczas misji Transporter-7 zadebiutował, nowy wariant dyszy silnika Merlin 1D Vacuum, mający na celu zmniejszenie kosztów. Krótsza dysza zmniejsza wydajność silnika oraz znacząco zmniejsza zużycie niobu, który jest potrzebny do wyprodukowania silnika. Dysza ta jest używana tylko w misjach, które wymagają niższej wydajności.

## Załogowe loty kosmiczne
Procesy certyfikacji NASA w 2010 roku przewidywały siedem lotów dowolnej rakiety nośnej bez większych zmian projektowych, zanim pojazd uzyskałby certyfikat NASA dla załogowych lotów kosmicznych i pozwolenie na loty astronautów NASA. Falcon 9 Block 5 po raz pierwszy wystrzeliła astronautów 30 maja 2020 roku, podczas zakontraktowanego przez NASA lotu SpaceX DM-2. Był to pierwszy załogowy lot kosmiczny wystrzelony z terenu Stanów Zjednoczonych od czasu misji STS-135 będącej ostatnią misją programu Space Transportation System.